# Summer (canción de War)
«Summer» es una canción de la banda estadounidense de funk War, lanzado como uno de los sencillos para promocionar su álbum de grandes éxitos de 1976. Alcanzó el puesto número siete en el Billboard Hot 100, y el número cuatro en la lista de música R&B. También obtuvo su puesto número uno en las listas de Easy Listening siendo uno de sus tres sencillos que ingresaron a esta lista. Fue lanzado en vinilo y en su lado B incluye la canción «All Day Music».

## Lista de canciones
| Vinilo de 7" |                 |          |  |
| N.º          | Título          | Duración |  |
| 1.           | «Summer»        | 3:59     |  |
| 2.           | «All Day Music» | 3:59     |  |

## Posicionamiento en listas
| Lista (1976)                                   | Mejor posición |
| ---------------------------------------------- | -------------- |
| Estados Unidos (Billboard Hot 100)             | 7              |
| Estados Unidos (Hot Adult Contemporary Tracks) | 1              |
| Estados Unidos (Hot Black Singles)             | 4              |